# Ferguson Glacier (glaciär i Antarktis, lat -77,52, long 162,93)
Ferguson Glacier är en glaciär i Antarktis. Den ligger i Östantarktis. Nya Zeeland gör anspråk på området. Ferguson Glacier ligger 946 meter över havet.
Terrängen runt Ferguson Glacier är kuperad österut, men västerut är den bergig. Trakten är obefolkad. Det finns inga samhällen i närheten.